# Top Gear 2
Top Gear 2 est jeu vidéo de course automobile développé par Gremlin Graphics et édité en 1993 sur Super Nintendo et en 1994 sur Amiga, Amiga CD32 et Mega Drive.
Il s'agit de la suite de Top Gear.

## Système de jeu
Dans cette suite, le jeu devient plus réaliste, avec une barre de dégâts située à gauche de l'écran, des voitures lentes et la possibilité de moderniser la machine. La voiture devient plus difficile à manier et les adversaires sont plus rapides et plus durs que dans la version précédente. Le temps fait son apparition et interfère sur la piste ce qui engendre un choix stratégique en ce qui concerne les pneus (secs et humides).
Les nitros sont toujours disponibles mais le nombre de celles-ci (5) est plus élevé que dans la version précédente.

## Réalisation
Les graphismes de Top Gear 2 sont bien plus élaborés que dans le premier volet de la série. Les voitures et l'environnement sont plus détaillés. Les effets du temps sont réalistes, considérant la période de sortie du jeu.